# Усатые ткачи
Уса́тые ткачи́ (лат. Sporopipes) — род птиц из семейства ткачиковых. Содержит два вида птиц, обитающих в Африке.

## Описание
Перья на голове тёмные со светлыми краями, на усах имеются полоски.

## Образ жизни
Зерноядные птицы. Гнёзда строят из пучков прямых стеблей трав. Вне периода размножения гнёзда для ночлега могут заниматься несколькими птицами. Гнездовое поведение похоже на поведение астрильдовых.

## Классификация
В состав рода включают два вида:
- Sporopipes frontalis (Daudin, 1800) — Южный усатый ткач
- Sporopipes squamifrons (Smith, 1836) — Северный усатый ткач